# Dubbdäck
För detaljerad information angående vinterbestämmelser se: Vinterdäck.

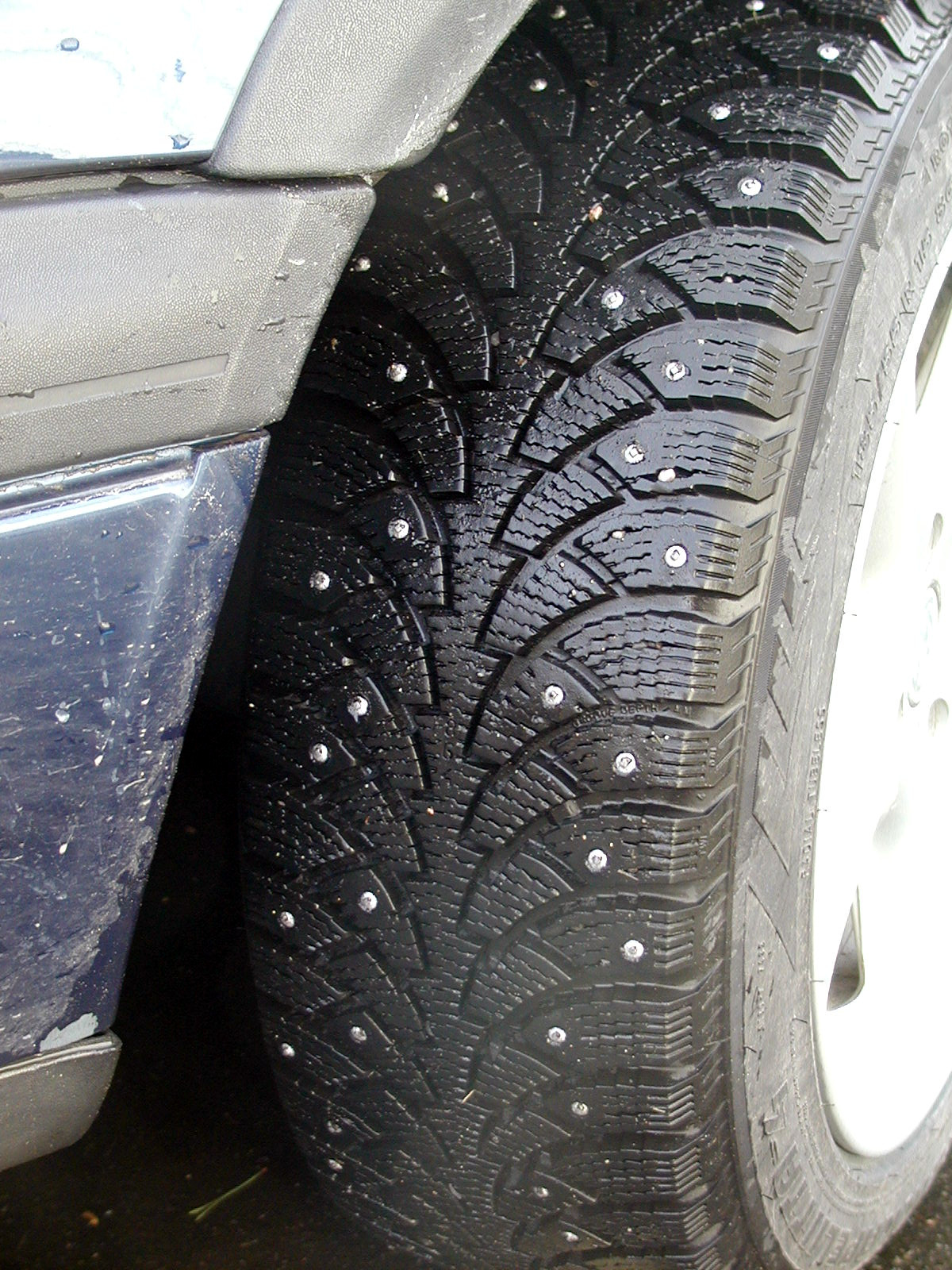
Ett dubbdäck på en bil

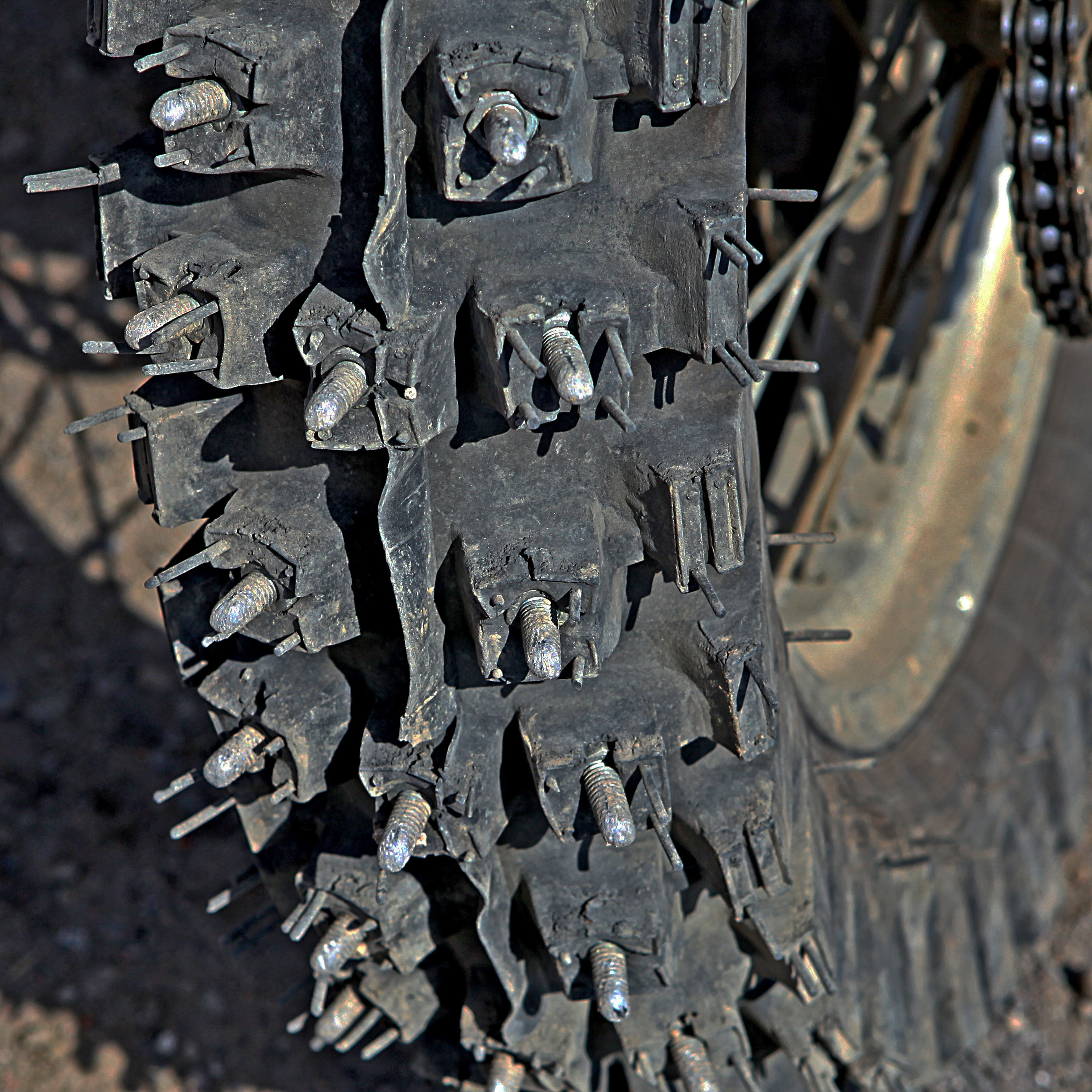
Dubbar på motorcykel

Dubbdäck är en typ av däck som kan användas på vintern. Det är vinterdäck som, förutom att de har ett grövre mönster liksom alla vinterdäck, är försedda med dubbar. Dubbarna består av små metallpiggar som sticker ut en liten bit från slitytan på däcket, vilket ger däcket ett bättre grepp när det är blixthalka och andra typer av isväglag. Å andra sidan sliter dubbarna mycket på vägbeläggningen där snö- eller islager saknas, och vid vattenplaning (till exempel efter vägsaltning) ger dubbar ingen hjälp alls.

## Fördelar med dubbdäck

### Bättre väggrepp på is
På is har dubbdäck generellt ett stort prestandaövertag vad gäller bromssträcka och styrförmåga jämfört med dubbfria vinterdäck. Dubbdäck har prestandavärden cirka 15–30 procent högre än nordiska dubbfria vinterdäck - detta gäller när däcken är nya. När däcken har slitits ett tag blir skillnaden mellan dubbdäck och dubbfria vinterdäck mindre, men trots det så ger de slitna dubbdäcken överlag ett klart bättre isgrepp än slitna dubbfria vinterdäck.
Odubbade vinterdäck ger bra grepp vid måttlig slip respektive slipvinkel. På isföre har dubbdäck en stor fördel, genom att de bibehåller eller till och med ökar friktionen när slipvinkeln ökar. Detta till skillnad från allvädersdäck (M+S), vilka som regel ger direkt dålig broms- respektive styrfriktion när slipvinkeln ökar.
Greppet på slät is kan sjunka rejält om det finns ett tunt lager snö eller ispulver ovanpå isen. Vid sådana förhållanden påverkas isgreppet vanligtvis mycket mindre för dubbdäck än för dubbfria friktionsdäck.

### Likvärdigt grepp som dubbfria däck på snö samt på barmark
På snö är dubbdäck i stort sett likvärdiga som dubbfria vinterdäck, men vissa dubbfria vinterdäck har bättre grepp på snö, särskilt jämfört med billigare varianter av dubbdäck. När däcken slits är också dubbfria vinterdäck aningen bättre än dubbdäck på snö. Även på barmark är dubbdäck ungefär likvärdiga i broms- och styrprestanda som nordiska dubbfria vinterdäck och det gäller såväl nya som begagnade däck.

### Uppruggande effekt ger bättre grepp även för efterföljande fordon
Dubbdäckens vägslitage har en positiv bieffekt i och med att vägbeläggning och/eller is och packad snö ruggas upp av dubbdäck och motverkar att väglaget poleras. Det är dock inte vetenskapligt klarlagt hur stor andel fordon som behöver köra med dubbdäck för att motverka polerade vägbanor.

## Nackdelar med dubbdäck

### Dubbdäck försämrar luftkvaliteten
Dubbdäckens vägslitage gör att små partiklar från både vägbana och dubbarna sprids i luften. Dessa små partiklar, som är mindre än 10 µm i diameter, kallas PM10 (PM = Particulate Matter) och kan vara farliga att andas in, eftersom de kan leta sig in i lungor och blodkärl (se luftburna partiklar). Beräkningar i studier indikerar att cirka 200 personer per år i Sverige dör en förtida död på grund av exponering av höga PM10-halter. Vägslitagepartiklarnas bidrag till partikelhalter (PM10) i städer har uppmätts till i genomsnitt cirka 50–70 procent över ett år och på våren ännu högre. I Sverige har ett tiotal städer de senaste tio åren haft så höga värden av partikelhalter så att det överskridit vår miljökvalitetsnormen för luft tillika EU:s luftkvalitetsdirektiv. Det senare gör att Sverige kan få böta mångmiljonbelopp till EU, eftersom luftkvaliteten har varit sämre än vad som tillåts i direktivet.

### Dubbdäcken sliter mycket på vägarna
På högtrafikerade vägar innebär dubbarnas slitage även spårbildning och därmed sämre vägar året runt. Detta är huvudorsaken till att dubbdäck är förbjudna i många länder, där det råder brist på nötningsresistenta bergarter såsom porfyr. Den främsta orsaken till att vägbeläggning på högtrafikerade vägar behöver förnyas är spårbildning. Spårbildningen beror till cirka 75 procent på att dubbdäck sliter upp beläggningen och till 25 procent på tunga fordon. Vägslitaget och spårbildningen gör också att samtliga fordon rullar marginellt sämre på vägarna, vilket gör att bränsleförbrukningen ökar något.

### Spårslitage ger färre, inte fler, trafikolyckor
Många tror att spårbildning i asfaltslitlager är en allvarlig trafikfara, men statistisk analys av 78 631 svenska bilolyckor har visat att det är en helt grundlös myt [Källa: VTI Meddelande 909 2002, Vägytans inverkan på trafiksäkerheten]. Tvärtom anas en tendens att det blir färre olyckor (lägre olycksfrekvens) ju djupare spåren är. Exakt vad det beror på är inte fastställt, men en hypotes är att vattenfyllda hjulspår fungerar som kontinuerliga fartdämpare och påminnare om vattenplaningsrisk.
När en bil får vattenplaning i djupa vattenfyllda hjulspår, hinner fordonet inte vridas mycket innan det återfår väggrepp mot hjulspårets kanter. Därför slutar sådana händelser oftast med en lätt skakning, varefter föraren sänker farten (och därmed olycksrisken). Den vägomständighet som verkligen orsakar vattenplaningsolyckor är istället stora "pooler" där vägbanan är felbyggd så att snedlutningen är otillräcklig för att möjliggöra vattenavrinning. Detta är ett typiskt vägutformningsfel vid in- och utgång av ytterkurvor där tvärfallet bankats upp till skevning, vilket leder till djupa vattenansamlingar som kan vara uppemot 40 m långa och täcka i stort sett hela väghalvans bredd. När en bil får vattenplaning på en sådan vattenbassäng kan den vridas rejält innan den lämnar vattenfilmen och på nytt vinner väggrepp. I det läget är risken stor att bilen kör över i mötande körfält eller ned i diket. Vägnötning från dubbdäck ger alltså minskad olycksrisk, inte ökad.    

### Dubbarnas uppruggande effekt ger ökat buller på dåliga vägbeläggningar
Asfaltens motstånd till dubbslitage kan på vägytor med låg kvalitet variera kraftigt redan inom en yta mindre än däckavtrycket. Detta gör att slitage från dubbdäck kan ge ökad megatextur i vägbanans hjulspår, vilket i sin tur leder till ökat trafikbuller både i och utanför fordonen. Dålig ljudkomfort på grund av ökad megatextur är alltså en viktig anledning till att förebygga och åtgärda slitna vägbanor. Även själva dubbdäcken väsnas avsevärt mer än andra däck, med ett metalliskt klingande ljud. Bulleregenskaperna skiljer dock stort mellan lågprisdäck och premiumdäck.
Vid användande på barmarksväg slits inte bara vägen, detsamma gör dubbarna och självklart även däckgummit. På premiumdubbdäck som körs mjukt och förnuftigt märks dock ingen större prestationsförsämring på ishalka ens efter flera tusen mils körning. Icke fulldubbade dubbdäck kan åter-dubbas en gång.

## Förbud mot dubbdäck
Dubbdäck är i Sverige endast tillåtna under perioden 1 oktober - 15 april (om inte vinterväglag råder). 
Dubbdäck är helt förbjudna i många europeiska länder, till exempel i Tyskland, Tjeckien och Polen. Upptäcks en bil med dubbdäck vid tysk gränsstation (till exempel färjeläge) får bilen inte föras in i landet. Upptäcks en dubbdäckad bil på tyska vägar av polisen konfiskeras den omedelbart. Bilen kan därefter inte hämtas ut förrän nya dubbfria däck monterats och en bötessumma samt avgift för bärgningen erlagts. Undantag finns i det tyska dubbdäcksförbudet för österrikisk transittrafik genom en liten del av Bayern, nära Salzburg i Österrike. 
Dubbdäck är tillåtna i Danmark, Österrike,  Frankrike och Italien. I Schweiz är dubbdäck tillåtna på vanliga vägar, men inte på motorvägar.
Söder om Alperna samt på Brittiska öarna är dubbdäck en "ickefråga" och har därmed inte förbjudits.
I hög terräng vintertid brukar man istället använda snökedjor. Dessa är (i lägre hastigheter) mer effektiva än dubbdäck och dessutom enklare att byta. 

### Lokala förbud i Sverige
I Sverige finns lokala förbud mot dubbdäck på vissa gator i Stockholm (2010), Uppsala (2010) och Göteborg (2011).  
Kommunerna har möjlighet att meddela förbud mot trafik med bilar som har dubbdäck på en viss väg eller vägsträcka.
Stockholm: Hornsgatan, Fleminggatan och vissa delar av Kungsgatan är det förbud.
Göteborg: Friggagatan och Odinsgatan är det förbud.
Uppsala: Kungsgatan och Vaksalagatan är det förbud.
Dessa förbud gäller inte samhällsviktig trafik så som polis, sjukvård, räddningstjänst med mera, vilken alltså får bedrivas med dubbade fordon - se Trafikförordningens 11 kap 1 §. I Uppsala har även taxi beviljats generell dispens. Det har visat sig att butiker på gator som berörs av dubbdäcksförbud tappar både kunder och leverantörer..

#### Effekt av dubbdäcksförbud på luftkvaliteten
Det är svårt att utvärdera exakt vilken effekt dubbdäcksförbud har på luftkvaliteten, eftersom många faktorer spelar in. Förutom andelen dubbdäck spelar meteorologiska förhållanden, sandning, typ av vägbeläggning och trafikmängd in på hur mycket partiklar vägslitaget ger upphov till. En blöt och mild vinter är till exempel mer fördelaktig än en torr och isig vinter ifall partikelhalterna ska bli låga, eftersom en stor del av partiklarna då rinner ner i dagvattenbrunnar istället för att samlas på vägen och virvla upp i luften.

##### Erfarenheter i Uppsala
På Kungsgatan i Uppsala är det sedan 2010 förbjudet att köra med dubbdäck. Sedan förbudet infördes har partikelhalterna varit lägre jämfört med innan förbudet, både vad gäller årsmedelhalter och dygnsmedelhalter. Det finns fortfarande dagar då partikelhalterna i Uppsala överskrider miljökvalitetsnormens gränsvärde vissa dagar, men de dagarna är få. Det förekommer också otillåten körning med dubbdäck på Kungsgatan, men trots det är trenden för luftkvaliteten att den förbättras. Förutom dubbdäcksförbudet beror det också på flera åtgärder, bland annat införande av miljözon, hastighetssänkning i city, och effektivare renhållning av gatorna.

## Lagstiftning om dubbdäck
I Sverige regleras användning av däck, vinterdäck och dubbdäck genom Transportstyrelsens föreskrift TSFS 2009:19.

### 25% lägre vägslitage sedan 2013
Vägslitaget från dubbade vinterdäck har jämfört med vintern 2012/2013 minskat med cirka 25 procent, genom de förändringar som införts i däckregelverket TSFS 2009:19 19§ samt 17§.

### Myndighetsrekommendationer i Sverige och Finland
Trafikverket anger att grunden för en säker resa på vintern är bra vinterdäck, rätt hastighet och ett körsätt anpassat till underlaget.
Antisladdsystemet minskar risken för sladdolyckor på is och snö, så om man har en bil utrustad med antisladdsystem och bra dubbfria däck anpassade för nordiska förhållanden med ett mönsterdjup på 4–5 mm, är förutsättningar goda för att hantera olika vägunderlag under vintersäsongen. Detta är mindre sant på enskilda vägar och på statliga landsvägar i klass 4-5, det vill säga vägar som normalt varken saltas eller har förebyggande halkbekämpning. Under den godkända åtgärdstiden på upp till 6 timmar för vägklass 4-5 (se Trafikverkets Standardbeskrivning för Basunderhåll Väg, SBV) kan vägbanan vara i princip hur hal som helst. Vid halt väglag med vägfriktionstal under cirka 0,2 är elektroniska antisladdsystem i princip verkningslösa och rimligt säker färd förutsätter då bra dubbdäck.
Om man har en äldre bil utan antisladdsystem är det mindre lämpligt att använda dubbfria vinterdäck, om man ofta kör på vintervägar. Om man har en äldre bil som saknar antisladd bör man köra med dubbdäck. Men även med dubbdäck har körsättet stor betydelse för trafiksäkerheten. Det handlar om att hålla rätt hastighet och lämpligt avstånd till bilen framför.
Enligt djupstudier av dödsolyckor 2000–2009 och studier av polisrapporterade personskadeolyckor med personbilar under vintersäsongerna 2003–2010 minskar dubbdäck risken för dödliga olyckor på hala svenska vintervägar jämfört med odubbade vinterdäck. Om man avser att använda bilen i halt väglag och bilen saknar antisladdsystem, anser Trafikverket att det är klart olämpligt att använda odubbade vinterdäck.
På fordon med antisladdsystem minskar risken för sladd dramatiskt vid normala vintervägsförhållanden (friktion: 0,5 till 0,2, till exempel våt väg med dålig textur under normala vinterförhållanden). När vägen är halare har ESP endast liten effekt. På våt is (underkylt regn eller blixthalka) med dubbfria däck eller dubbdäck med litet utstick kan friktionen sjunka ned till 0,05. Då är dubbdäck i gott skick (dubbutstick 1–2 mm) enda möjligheten till säker körning.
I Finland anger trafiksäkerhetsorganisationen Trafikskyddet att vid snöigt och slaskigt väglag påverkas greppet i första hand av mönstret och friktionsegenskaperna i gummit. Vid isigt väglag uppnås bästa grepp med ett dubbdäck.

## Fordonstyper
Dubbdäck är vanligast på personbilar men kan också förekomma på lastbilar, bussar, cyklar och motorcyklar.
Från och med den 1 juni gäller att tunga fordon i Sverige ska ha vinterdäck på samtliga hjul. Transportstyrelsen har därför ändrat reglerna om vinterdäck på tunga bilar och släpvagnar. Dessa börjar användas 2019 och gäller under perioden 1 december - 31 mars när det är vinterväglag. Även lätta fordon berörs av Transportstyrelsens ändrade regler gällande vinterdäck.
Genom ändringar i trafikförordningen skärps kraven på vinterdäck på tunga fordon till att omfatta samtliga hjul på tunga fordon och då även på släpvagnar. Tidigare har kravet bara gällt vinterdäck på drivaxeln.

## Alternativ till dubbdäck
Det finns dubbfria vinterdäck, även kallade friktionsdäck. Man kan också köra på sommardäck och ta med snökedjor om det skulle behövas. Montering av snökedjor kräver ingen domkraft. Sommardäck är gjorda av en gummiblandning som ger dåliga manöver- och bromsegenskaper vid temperaturer under +6 C. 
För vissa lastbilstransporter är snökedjor direkt olämpliga, exempelvis vid transport av stresskänsliga djur (bland annat grisar) samt vid transport av brandfarligt gods (problem med gnistbildning).

## Användande
Sett över hela Sverige har användningen av dubbdäck uppskattades 2015 till cirka 65 procent. Detta baseras på räkningar som Däckbranschens informationsråd gör på uppdrag av Trafikverket. Användningen varierar en del beroende på var i landet man befinner sig. Enligt Trafikverkets regioner fördelade sig andelarna så här 2015:
Region Syd: 56 %
Region Väst: 63 %
Region Öst: 72 %
Region Stockholm: 58 %
Region Mitt: 86 %
Region Norr: 93 %